# Lamponusa
Lamponusa là một chi nhện trong họ Lamponidae.